# Oasis (band)
Oasis is een Engelse rockband die in 1991 in Manchester tot stand kwam en voortvloeide uit een eerdere band, The Rain. Oasis bestond oorspronkelijk uit Liam Gallagher (zang en tamboerijn), Paul "Bonehead" Arthurs (gitaar), Paul "Guigsy" McGuigan (basgitaar) en Tony McCarroll (drums en percussie). Later kwam daar Liams oudere broer Noel Gallagher (leadgitaar en zang) bij als vijfde lid en voornaamste liedschrijver. Dit was de vaste bezetting tot en met april 1995.
In 1993 tekende Oasis bij het onafhankelijke platenlabel Creation Records. In 1994 brachten ze Definitely Maybe uit, dat toen het snelstverkopende debuutalbum ooit was. Het jaar erop, in 1995, bracht de band (What's the Story) Morning Glory? uit met hun nieuwe drummer Alan White. Samen met Suede, Pulp en Blur vormden ze de Grote Vier van de britpop.
De broers Gallagher waren in deze tijden regelmatig in de tabloids te vinden vanwege hun wilde levensstijl en ruzies. In 1997 bracht Oasis hun derde album, Be Here Now, uit. Hoewel het met meer dan 8 miljoen exemplaren het snelstverkopende album ooit was, werd Oasis steeds minder populair. Bonehead en Guigsy verlieten Oasis in 1999 tijdens de opnamen van het vierde album Standing on the Shoulder of Giants, dat verscheen in 2000. Na hun vertrek werden ze vervangen door voormalig Heavy Stereo-gitarist Gem Archer en voormalig Hurricane No. 1-gitarist Andy Bell. De opnamen van het vijfde album Heathen Chemistry in 2002 waren een stuk ontspannener, omdat Noel alle bandleden liet bijdragen aan de liedjes. In 2004 verving Zak Starkey, de zoon van Ringo Starr, Alan White. Het hierop volgende album Don't Believe the Truth uit 2005 zorgde opnieuw voor succes en populariteit.
Aan het einde van de opnamen van het zevende album Dig Out Your Soul in 2008, verliet Starkey de band en werd vervangen door Chris Sharrock. Tijdens de tour verslechterde de relatie tussen Noel en Liam, wat er toe leidde dat Noel de band verliet na een ruzie backstage in Parijs in augustus 2009. De band, bestaande uit de overige leden van Oasis en geleid door Liam Gallagher, besloot door te gaan onder de naam Beady Eye, terwijl Noel zijn soloproject Noel Gallagher's High Flying Birds vormde.

## Biografie

### Oorsprong enDefinitely Maybe(1991–1994)
In 1991 vormden Paul "Guigsy" McGuigan (basgitaar), Paul "Bonehead" Arthurs (gitaar) en Tony McCarroll (drums) de band The Rain. De voormalige zanger Chris Hutton werd vervangen door Liam Gallagher, die voorstelde om de band Oasis te noemen. Ze traden onder meer op in de Boardwalk in Manchester. Noel Gallagher zag de band optreden en zag daarin een mogelijkheid om nummers die hij eerder had geschreven naar een breder publiek te brengen. Met nummers van Noel op zak besloot de band commercieel succes na te streven.
De band trad steeds vaker op, met in hun achterhoofd het vertrouwen in een platencontract. Uiteindelijk werden ze in mei 1993 in Glasgow door Alan McGee (van Creation Records) ontdekt en sloten ze enkele dagen later hun eerste platencontract.
Hun debuutalbum Definitely Maybe, uitgebracht in augustus 1994 en ondersteund door de singles "Supersonic", "Shakermaker", "Live Forever" en "Cigarettes and Alcohol" werd een groot succes, met name in het Verenigd Koninkrijk. Daar schoot het album meteen naar nummer 1 op de UK Albums Chart. Bovendien werd het het snelst verkopende debuutalbum aller tijden in Engeland.
Bijna een jaar van constante live optredens en opnames, in combinatie met een hedonistische levensstijl, begonnen hun tol te eisen. Dit gedrag culmineerde tijdens een optreden in Los Angeles in september 1994, wat leidde tot een bizar optreden van Liam waarin hij aanstootgevende opmerkingen maakte over het Amerikaanse publiek en Noel sloeg met een tamboerijn.

### (What’s the Story) Morning Glory?(1995–1996)
In april 1995 bracht de band de succesvolle single "Some Might Say" uit. In aanloop naar de release van hun tweede album werd drummer Tony McCarroll vervangen door Alan White.
Oasis bevond zich in deze periode in een Battle of Britpop met rivalen Blur. Deze rivaliteit nam alleen maar toe toen de bands besloten een single op dezelfde dag uit te geven; Blurs "Country House" won uiteindelijk van Oasis’ "Roll With It".
Oasis' tweede album, (What’s the Story) Morning Glory?, was internationaal een groot commercieel succes, met meer dan 22 miljoen verkochte exemplaren. Singles van het album als "Wonderwall", "Morning Glory" en "Champagne supernova" deden het ook goed.
De populariteit van de band leek een hoogtepunt te hebben bereikt. Op 10 en 11 augustus 1996 trad Oasis op voor 250.000 mensen, verdeeld over twee avonden. De optredens waren binnen enkele minuten uitverkocht en in totaal hadden 2,5 miljoen mensen een ticket aangevraagd, wat in het Verenigd Koninkrijk nog steeds een record is.
De rest van het jaar bleek zwaar voor de band. Oasis zou optreden voor MTV Unplugged, maar Liam Gallagher liet vlak voor het optreden weten dat hij niet meer kon zingen door (naar eigen zeggen) keelpijn. Hij besloot het concert wel bij te wonen en de band (met Noel als zanger) vanaf het balkon lastig te vallen.
De daaropvolgende Amerikaanse tournee verliep ook moeizaam en moest vroegtijdig worden afgelast.

### Be Here Now(1996–1998)
Eind 1996 en begin 1997 nam Oasis zijn derde album op, onder andere in Abbey Road Studios in Londen. De opnamen werden geplaagd door drugsgebruik van de bandleden en ruzies tussen Noel en Liam Gallagher.
Het album ging, door de succesvolle albums Definitely Maybe en (What's the Story) Morning Glory?, torenhoge verwachtingen tegemoet. Ondanks initiële verkoopsuccessen en goede recensies maakte achteraf het album Be Here Now de hype niet waar.Britpop werd steeds minder populair en de band sloot haar wereldwijde Be Here Now-tour in 1998 af met matige recensies. In november 1998 bracht de band een compilatiealbum van B-kanten uit, The Masterplan.

### Standing on the Shoulder of Giants(1999–2001)
1999 begon Oasis met het opnemen van zijn vierde album, toen plotseling Paul Arthurs besloot de band te verlaten om zich op andere dingen in zijn leven te concentreren. Twee weken later verliet Paul McGuigan de band. Zij werden vervangen door respectievelijk Gem Archer en Andy Bell.
In februari 2000 bracht de band zijn vierde album uit, Standing on the Shoulder of Giants. Het album werd in eerste instantie een verkoopsucces en ging naar nummer 1 op de Britse albumlijsten. Drie nummers uit het album werden als single uitgebracht: "Go Let it Out", "Who Feels Love?" en "Sunday Morning Call". Het album bevatte meer experimentele, psychedelische nummers dan voorgaande albums en was in recensies geen groot succes.
In 2000 begon de band aan een wereldtournee ter ondersteuning van het album, maar na een ruzie tussen Noel en Liam Gallagher besloot Noel de tournee te verlaten. Liam en de band besloten door te gaan en Noel werd, onder meer tijdens Pinkpop, vervangen door Matt Deighton. Noel keerde terug voor het Ierse en Engelse gedeelte van de tournee.

### Heathen Chemistry(2001–2004)
In 2001 werkte de band aan zijn vijfde album, Heathen Chemistry, dat in 2002 uitkwam. Weer haalde het album van Oasis de eerste plek op de Britse hitlijsten. Critici waren over het algemeen minder enthousiast over het album. Alle bandleden hadden bijdragen geleverd aan het album en "Songbird" was de eerste single van Oasis die niet door Noel Gallagher geschreven was.
Opnieuw werd de tournee van de band geplaagd door incidenten. In de zomer van 2002 raakten Noel Gallagher, Andy Bell en pianist Jay Darlington gewond bij een auto-ongeluk in de Verenigde Staten. In Duitsland raakten Liam Gallagher en drummer Alan White betrokken bij een gevecht in een nachtclub in München, waarbij Gallagher twee voortanden verloor. Hij bleek later onder de invloed te zijn geweest van cocaïne. Het management van de band moest een boete van 170.000 pond betalen.

### Don’t Believe the Truth&Stop the Clocks(2005–2007)

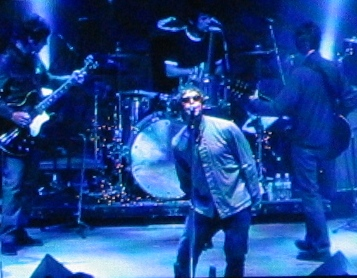
Oasis in het Shoreline Amphitheatre, Mountain View, Californië, september 2005. V.l.n.r.: Gem Archer, Zak Starkey, Liam Gallagher, Noel Gallagher

De band begon eind 2003 aan de opnamen van zijn zesde album en hoopte het uit te brengen in 2004, tegelijk met het 10-jarig bestaan van het debuutalbum Definitely Maybe. De opnamen werden vertraagd door het vertrek van drummer Alan White in januari 2004. White werd vervangen door Zak Starkey (zoon van Ringo Starr). Oasis' eerstvolgende optreden op het Glastonbury Festival kreeg slechte recensies, NME noemde het optreden zelfs "desastreus".
In 2005 bracht de band zijn zesde album, Don’t Believe the Truth, uit. Het album werd zowel commercieel als bij critici een succes. Het album kwam binnen op nummer 1 in het Verenigd Koninkrijk, net als de singles "Lyla" en "The Importance of Being Idle". Van de daaropvolgende wereldwijde en zeer succesvolle tournee werd een rockumentary, Lord Don’t Slow Me Down, uitgebracht in 2007.
In 2006 bracht de band het compilatiealbum Stop the Clocks uit, bestaande uit populaire singles en B-kanten. Noel Gallagher en Archer gaven ter ondersteuning van het album enkele kleinschalige, semi-akoestische concerten.

### Dig Out Your Soulen vertrek Noel Gallagher (2008–2009)
In aanloop naar de release van het zevende album van Oasis werd drummer Zak Starkey vervangen door Chris Sharrock. Het zevende album, Dig Out Your Soul, werd in 2008 uitgebracht en was een succes. Op de releasedatum verkocht het album bijna 90.000 exemplaren in het Verenigd Koninkrijk, in totaal verkocht het album in Engeland ruim 200.000 exemplaren in de eerste week na uitkomst. Hiermee is het (binnen een week na de releasedatum) het op een na best verkopende album van 2008, op Coldplay's Viva La Vida na. Noel Gallagher werd op 7 september 2008 tijdens een optreden in Toronto door een toeschouwer van het podium afgeduwd, waardoor hij meerdere ribben brak en enkele maanden herstel nodig had.
Op 28 augustus 2009, tijdens de Dig Out Your Soul-tour, maakte Noel Gallagher na een ruzie met zijn broer op de officiële Oasis website bekend dat hij geen dag langer meer kon samenwerken met Liam en had besloten de band te verlaten. Een maand later verklaarde zijn broer Liam dat de band officieel gestopt was.

### Breuk en verdere projecten (2009-2024)
Eind 2009 kondigde Liam Gallagher aan dat de bandleden een doorstart zouden maken onder de originele naam, zonder Noel, en dat de band al enkele demo’s had gemaakt. Later maakte Gallagher bekend dat de band verder zou gaan onder een nieuwe, toen nog onbekende, naam. Opmerkelijk was dat Gallagher bij de vraag wat de nieuwe bandnaam zou gaan worden antwoordde: "not Oasis, that was a shit name anyway". Uiteindelijk is de naam van die nieuwe groep Beady Eye geworden. Beady Eye ging in oktober 2014 uit elkaar. Gallagher maakte in juli 2016 bekend dat hij weer muziek zou gaan maken. Zijn solodebuutalbum genaamd As You Were kwam uit op 6 oktober 2017.
Noel Gallagher kondigde op 6 juli 2011 aan een soloproject te beginnen onder de naam Noel Gallagher's High Flying Birds. Zijn eerste album verscheen in oktober van hetzelfde jaar. Noel Gallagher's High Flying Birds bestaat naast Noel Gallagher als leadgitarist uit Oasis' sessiepianist Mike Rowe, drummer Jeremy Stacy van The Lemon Trees, bassist Russell Prichart van The Zutons en gitarist Tim Smith.
In 2017 startte Noel Gallagher zijn Who Built the Moon-tour en verlieten drummer Jeremy Stacy en gitarist Tim Smith de band. Zij werden vervangen door de voormalige Oasisleden gitarist Gem Archer en drummer Chris Sharrock.

### Reunie 2025
Op 27 augustus 2024 kondigde de band na 15 jaar aan weer bijeen te komen voor een reeks concerten in het Verenigd Koninkrijk en Ierland in de zomer van 2025. Tickets waren snel uitverkocht voor uiteindelijk 41 aangekondigde concerten in verscheidene steden in Groot-Brittanie, Canada, de Verenigde Staten, Mexico, Argentinië, Brazilië en Zuid-Korea. Op 4 juli 2025 gaf de band voor zo'n 75.000 fans hun eerste reünieconcert van de Oasis Live '25 Tour in Cardiff, Wales. Het laatste concert staat gepland op 23 november in São Paulo, Brazilië.

## Leden

### Huidige leden
- Liam Gallagher - zang (1991-2009, 2025-heden)
- Paul "Bonehead" Arthurs - gitaar (1991-1999, 2025-heden)
- Noel Gallagher - gitaar, zang (1991-2009, 2025-heden)
- Gem Archer - gitaar (1999-2009, 2025-heden)
- Andy Bell - basgitaar (1999-2009, 2025-heden)
- Joey Waronker - drums (2025-heden)

### Huidige tourleden
- Christian Madden - keyboard (2025-heden)

### Voormalige leden
- Paul "Guigsy" McGuigan - basgitaar (1991-1995, 1995-1999)
- Tony McCarroll - drums (1991-1995)
- Alan "Whitey" White - drums (1995-2004)

### Voormalig tourleden
- Scott McLeod - basgitaar (1995)
- Mike Rowe - keyboard (1997-2000, 2001)
- Matt Deighton - Gitaar (2000)
- Zeb Jameson - keyboard (2000-2001)
- Steve White - drums (2001)
- Jay Darlington - keyboard (2002-2009)
- Zak Starkey - drums (2004-2008)
- Chris Sharrock - drums (2008-2009)

## Discografie

### Albums
| Album met eventuele hitnotering(en) in de Nederlandse Album Top 100 | Datum van verschijnen | Datum van binnenkomst | Hoogste positie | Aantal weken | Opmerkingen                   |
| ------------------------------------------------------------------- | --------------------- | --------------------- | --------------- | ------------ | ----------------------------- |
| Definitely Maybe                                                    | 29-08-1994            | 04-02-1995            | 55              | 10           |                               |
| (What's the Story) Morning Glory?                                   | 02-10-1995            | 14-10-1995            | 4               | 57           | Goud, ook uitgebracht op sacd |
| Be Here Now                                                         | 18-08-1997            | 06-09-1997            | 1               | 11           | Goud                          |
| The Masterplan - (B-sides Collection)                               | 02-11-1998            | 14-11-1998            | 55              | 3            | Verzamelalbum                 |
| Standing on the Shoulder of Giants                                  | 28-02-2000            | 11-03-2000            | 16              | 5            |                               |
| Familiar to Millions                                                | 13-11-2000            | -                     |                 |              | Livealbum                     |
| Heathen Chemistry                                                   | 01-07-2002            | 13-07-2002            | 32              | 4            |                               |
| Don't Believe the Truth                                             | 30-05-2005            | 04-06-2005            | 11              | 12           |                               |
| Stop the Clocks                                                     | 20-11-2006            | 25-11-2006            | 73              | 6            | Verzamelalbum                 |
| Dig Out Your Soul                                                   | 06-10-2008            | 11-10-2008            | 11              | 16           |                               |
| Time Flies... 1994-2009                                             | 11-06-2010            | 19-06-2010            | 44              | 3            | Verzamelalbum                 |
| Be Here Now - Remastered                                            | 14-10-2016            | 22-10-2016            | 82              | 1            |                               |

| Album met hitnotering(en) in de Vlaamse Ultratop 200 albums | Datum van verschijnen | Datum van binnenkomst | Hoogste positie | Aantal weken | Opmerkingen   |
| ----------------------------------------------------------- | --------------------- | --------------------- | --------------- | ------------ | ------------- |
| (What's the Story) Morning Glory?                           | 1995                  | 21-10-1995            | 7               | 48           |               |
| Be Here Now                                                 | 1997                  | 30-08-1997            | 1(1wk)          | 11           |               |
| Standing on the Shoulder of Giants                          | 2000                  | 04-03-2000            | 12              | 5            |               |
| Heathen Chemistry                                           | 2002                  | 13-07-2002            | 25              | 4            |               |
| Don't Believe the Truth                                     | 2005                  | 04-06-2005            | 16              | 7            |               |
| Stop the Clocks                                             | 2006                  | 25-11-2006            | 18              | 11           | Verzamelalbum |
| Dig Out Your Soul                                           | 2008                  | 11-10-2008            | 10              | 10           |               |
| Time Flies... 1994-2009                                     | 2010                  | 19-06-2010            | 11              | 13           | Verzamelalbum |
| Definitely Maybe - 20th Anniversary Edition                 | 2014                  | 31-05-2014            | 69              | 4            |               |
| (What's the Story) Morning Glory? - Deluxe Edition          | 2014                  | 04-10-2014            | 56              | 10           |               |
| Be Here Now - Remastered                                    | 2016                  | 22-10-2016            | 73              | 3            |               |

### Singles
| Single met eventuele hitnotering(en) in de Nederlandse Top 40 | Datum van verschijnen | Datum van binnenkomst | Hoogste positie | Aantal weken | Opmerkingen                 |
| ------------------------------------------------------------- | --------------------- | --------------------- | --------------- | ------------ | --------------------------- |
| Live Forever                                                  | 08-08-1994            | 03-08-1996            | tip8            | -            |                             |
| Whatever                                                      | 19-12-1994            | 07-01-1995            | tip2            | -            | Nr. 48 in de Mega Top 50    |
| Wonderwall                                                    | 30-10-1995            | 23-12-1995            | 9               | 12           | Nr. 8 in de Mega Top 50     |
| Don't Look Back in Anger                                      | 19-02-1996            | 16-03-1996            | 33              | 3            | Nr. 30 in de Mega Top 50    |
| D'You Know What I Mean?                                       | 07-07-1997            | 26-07-1997            | 25              | 3            | Nr. 31 in de Mega Top 100   |
| Stand By Me                                                   | 22-09-1997            | 18-10-1997            | 39              | 2            | Nr. 50 in de Mega Top 100   |
| All Around the World                                          | 12-01-1998            | 24-01-1998            | tip8            | -            | Nr. 47 in de Mega Top 100   |
| Go Let It Out                                                 | 07-02-2000            | 19-02-2000            | 31              | 2            | Nr. 36 in de Mega Top 100   |
| Who Feels Love?                                               | 17-04-2000            | -                     | -               | -            | Nr. 57 in de Mega Top 100   |
| The Hindu Times                                               | 15-04-2002            | 27-04-2002            | tip16           | -            | Nr. 47 in de Mega Top 100   |
| Stop Crying Your Heart Out                                    | 17-06-2002            | -                     | -               | -            | Nr. 73 in de Mega Top 100   |
| Lyla                                                          | 18-04-2005            | 30-04-2005            | tip3            | -            | Nr. 52 in de Single Top 100 |
| The Importance of Being Idle                                  | 22-08-2005            | 03-09-2005            | tip15           | -            | Nr. 84 in de Single Top 100 |
| Let There Be Love                                             | 28-11-2005            | -                     | -               | -            | Nr. 85 in de Single Top 100 |
| The Shock of the Lightning                                    | 29-09-2008            | -                     | -               | -            | Nr. 47 in de Single Top 100 |
| Falling Down                                                  | 09-03-2009            | -                     | -               | -            | Nr. 71 in de Single Top 100 |

| Single met hitnotering(en) in de Vlaamse Ultratop 50 | Datum van verschijnen | Datum van binnenkomst | Hoogste positie | Aantal weken | Opmerkingen |
| ---------------------------------------------------- | --------------------- | --------------------- | --------------- | ------------ | ----------- |
| Wonderwall                                           | 1995                  | 06-01-1996            | 7               | 18           |             |
| D'you Know What I Mean?                              | 1997                  | 02-08-1997            | 32              | 5            |             |
| Stand By Me                                          | 1997                  | 04-10-1997            | tip10           | -            |             |
| Go Let It Out                                        | 2000                  | 12-02-2000            | tip10           | -            |             |
| The Hindu Times                                      | 2002                  | 27-04-2002            | tip15           | -            |             |
| Lyla                                                 | 2005                  | 28-05-2005            | tip13           | -            |             |
| The Shock of the Lightning                           | 2008                  | 18-10-2008            | 40              | 2            |             |
| I'm Outta Time                                       | 2008                  | 13-12-2008            | tip6            | -            |             |

### Video's en dvd's
- Live by the Sea (1995)
- ...There and Then (1996)
- Familiar to Millions (2000)
- Definitely Maybe - The DVD (2004) (uitgebracht in een enkele en een dubbele versie)
- Lord, Don't Slow Me Down (2007)
- Oasis: Supersonic (2016)
- Oasis: Knebworth 1996 (2021)

| Dvd's met hitnoteringen in de Nederlandse Music Top 30 | Datum van verschijnen | Datum van binnenkomst | Hoogste positie | Aantal weken | Opmerkingen |
| ------------------------------------------------------ | --------------------- | --------------------- | --------------- | ------------ | ----------- |
| Lord, Don't Slow Me Down                               | 2007                  | 17-11-2007            | 26              | 1            |             |

### NPO Radio 2 Top 2000
| Nummers met noteringen in de NPO Radio 2 Top 2000 | '05 | '06 | '07 | '08 | '09  | '10 | '11 | '12 | '13 | '14 | '15  | '16  | '17  | '18  | '19  | '20  | '21  | '22  | '23  | '24  |
| ------------------------------------------------- | --- | --- | --- | --- | ---- | --- | --- | --- | --- | --- | ---- | ---- | ---- | ---- | ---- | ---- | ---- | ---- | ---- | ---- |
| Champagne Supernova                               | -   | -   | -   | -   | -    | -   | -   | -   | -   | -   | 1828 | 748  | 596  | 656  | 673  | 637  | 613  | 539  | 567  | 437  |
| Don't Look Back in Anger                          | -   | -   | -   | -   | 1928 | -   | 470 | 381 | 316 | 390 | 336  | 257  | 115  | 121  | 142  | 151  | 127  | 141  | 139  | 120  |
| Live Forever                                      | -   | -   | -   | -   | -    | -   | -   | -   | -   | -   | -    | 1743 | 1325 | 1376 | 1499 | 1647 | 1635 | 1636 | 1707 | 1085 |
| Wonderwall                                        | 312 | 159 | 195 | 346 | 150  | 190 | 136 | 133 | 133 | 164 | 140  | 105  | 100  | 107  | 120  | 134  | 146  | 163  | 166  | 162  |

1. ↑  Een '-' betekent dat het nummer niet was genoteerd en een vetgedrukt getal geeft de hoogste notering van een nummer aan.
2. ↑  2005 was het eerste jaar met een notering voor Oasis.